# Okręg Mantes-la-Jolie
Okręg Mantes-la-Jolie (fr. Arrondissement de Mantes-la-Jolie) – okręg w północnej Francji. Populacja wynosi 264 tysiące.

## Podział administracyjny
W skład okręgu wchodzą następujące kantony:
- Aubergenville,
- Bonnières-sur-Seine,
- Guerville,
- Houdan,
- Limay,
- Mantes-la-Jolie,
- Mantes-la-Ville,
- Meulan.